# Камподенно
Камподенно (итал. Campodenno) — коммуна в Италии, располагается в провинции Тренто области Трентино-Альто-Адидже.
Население составляет 1465 человек (2008 г.), плотность населения составляет 58 чел./км². Занимает площадь 25 км². Почтовый индекс — 38010. Телефонный код — 0461.
Покровителем коммуны почитается святой Маврикий, мученик, празднование 22 сентября.

## Демография
Динамика населения:

## Администрация коммуны
- Официальный сайт: comune.campodenno.tn.it